# Plum Mitan
Plum Mitan es una localidad de Trinidad y Tobago, que forma parte de la región de Sangre Grande.

## Geografía
La localidad abarca parte de la isla Trinidad y limita al norte con Coal Mine y Manzanilla, al sur con Biche y Cocal Estate-Mayaro (localidad perteneciente a la región de Mayaro-Rio Claro), al este con Manzanilla y al oeste con Biche.

## Demografía
Datos demográficos de la localidad de Plum Mitan:
| Gráfica de evolución demográfica de Plum Mitan entre 2000 y 2011 |
|                                                                  |